# أوقفوا معاداة السامية
إيقاف معاداة السامية هي مجموعة ضغط أمريكية ممولة من القطاع الخاص، تركز على مكافحة معاداة السامية من خلال كشف الأفراد الذين تعتبرهم المجموعة معادين للسامية. خلال احداث غزة الأخيرة، تم استخدام مصطلح معاداة الساميّة لاستهداف الناشطين من أصل عربي او فلسطيني و تكميم أفواههم. 

## تاريخ

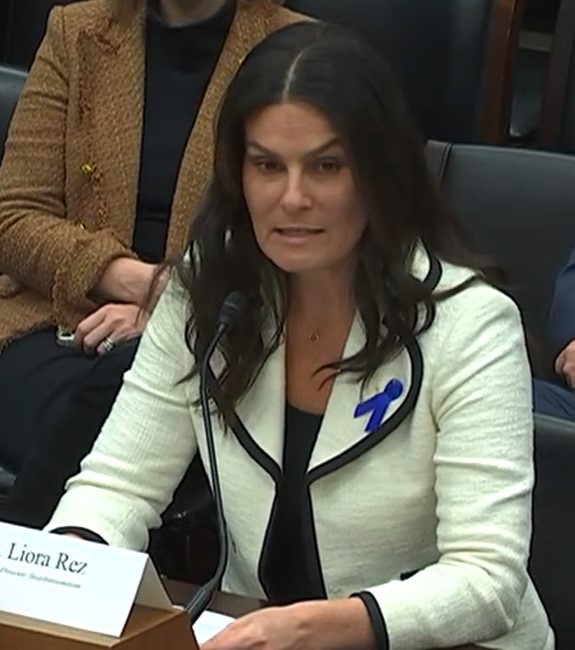
ليورا ريز ، المديرة التنفيذية لمنظمة StopAntisemitism، تدلي بشهادتها أمام لجنة مجلس النواب الأمريكي المعنية بالمشاريع الصغيرة في عام 2024

تأسست المؤثرة على وسائل التواصل الاجتماعي ليورا ريز منظمة “إيقاف معاداة السامية” (StopAntisemitism.org) في أكتوبر 2018 لمراقبة وكشف معاداة السامية على الإنترنت. وُلدت ريز في كييف، أوكرانيا، التي كانت آنذاك جزءًا من الاتحاد السوفيتي، حيث عانت عائلتها من معاداة السامية. بدأت ريز مسيرتها على وسائل التواصل الاجتماعي في عام 2013 تحت اسم “Jewish Chick”.
اعتبارًا من سبتمبر 2019، كانت منشورات المنظمة على وسائل التواصل الاجتماعي تُشاهد أكثر من 750,000 مرة شهريًا. وفقًا لريز، فإن المنظمة ممولة بالكامل من القطاع الخاص. مؤسسة ميلستين للعائلة، التي يديرها جيلا وآدم ميلستين، هي من بين الجهات الممولة.
تستقبل منظمة “إيقاف معاداة السامية” معلومات في الوقت الفعلي عن الحوادث المعادية للسامية عبر موقعها الإلكتروني وحسابات وسائل التواصل الاجتماعي. ثم تقوم المنظمة بمراجعة الطلبات للتأكد من دقتها وضمان عدم تعديلها، والتحقق من موقع الحادث. وفقًا لريز، فإن المنظمة لا تنشر جميع التقارير التي تتلقاها وقد يستغرق الأمر عدة ساعات لمراجعة التقرير. بعد ذلك، تقوم “إيقاف معاداة السامية” بالبحث عن الشخص المعني وأرباب عملهم، سواء داخليًا أو باستخدام الحشد الجماعي. ثم تتبع المنظمة نهجًا حازمًا، ساعية لإحداث عواقب و”كشف المعادين للسامية” باستخدام أسلوب التسمية والعار. ارتفع عدد التقارير المقدمة بعد هجوم حماس على إسرائيل في 2023 بنسبة تزيد عن 1500% ليصل إلى أكثر من 500 تقرير عن معاداة السامية يوميًا.
دافع ريز عن المنظمة قائلاً إن المنظمة لديها "الحق المتساوي في عرضها على ملايين الأشخاص على وسائل التواصل الاجتماعي وتوعية أصحاب العمل وتوعية مجتمعك وتوعية مجتمعك". 
في كل أسبوع، يسلط موقع المنظمة الضوء على "معادٍ للسامية لهذا الأسبوع".  ووفقًا لريز، فقد وصلت إخطارات "معادٍ للسامية لهذا الأسبوع" إلى 50 ألف شخص أسبوعيًا في عام 2022.  منذ عام 2019، اختارت المنظمة أيضًا شخصية "معادية للسامية لهذا العام". وقد تعرضت هذه الجهود لانتقادات، بما في ذلك في عام 2024 بسبب إدراج نشطاء تقدميين انتقدوا تصرفات إسرائيل في الحرب بين إسرائيل وحماس .  رفضت محكمة في ولاية بنسلفانيا دعوى تشهير وانتهاك للخصوصية رفعها ضد المنظمة أستاذ جامعي سابق أطلق عليه لقب "معادي السامية لهذا الأسبوع"، ووجدت أن ادعاءات المنظمة هي "مسائل رأي... قابلة للخلاف ولا تعني وجود حقائق غير معلنة" وهي محمية بموجب التعديل الأول لدستور الولايات المتحدة .  
في أكتوبر/تشرين الأول 2019، أرسلت منظمة StopAntisemitism عريضة تحمل 2000 توقيع إلى وزارة التعليم الأمريكية تطالب الوكالة بإبقاء مجلس العلاقات الأمريكية الإسلامية (كير) خارج الحرم الجامعي. وجاء في العريضة أن مجلس العلاقات الإسلامية الأمريكية يروج "للدعاية الإسلامية ومعاداة السامية والتحيز ضد أمريكا" داخل الحرم الجامعي. 
كشف مقال نشرته صحيفة واشنطن بوست في أبريل 2024، أن أكثر من 36 شخصًا قد طُردوا من وظائفهم بعد أن كشفت المجموعة عن تعليقات يُزعم أنها معادية للسامية أدلى بها أفراد بناءً على تعريف التحالف الدولي لإحياء ذكرى الهولوكوست لمعاداة السامية ، أو ببساطة التعريف العملي لمعاداة السامية ، والذي كان محل نزاع من قبل نسبة كبيرة من الأكاديميين المنتقدين لإسرائيل . على سبيل المثال، تم نشر اسم أحد الأفراد على صفحات StopAntisemitism على وسائل التواصل الاجتماعي بعد تهديده المزعوم لليهود. بعد المنصب، تم إنهاء خدمة الفرد. في حالة أخرى، كشفت منظمة StopAntisemitism عن أستاذ زعم أنه هدد اليهود، وتم فصله لاحقًا. 
شاركت منظمة StopAntisemitism في إطلاق عريضة تطالب بطرد الناشط مارك لامونت هيل .  تصدر المنظمة تقريرًا سنويًا عن معاداة السامية في الكليات والجامعات الأمريكية، باستخدام نظام تصنيف على غرار بطاقة التقرير لتقييم 25 جامعة في جميع أنحاء الولايات المتحدة حول جهودها لمعالجة معاداة السامية في الحرم الجامعي وحماية طلابها اليهود. 

## استقبال و انتقادات
أشاد الصحفي جوناثان توبين بحملة Stop Antisemitism لمواصلتها جهود التثقيف التي تبذلها جماعات الحقوق المدنية الراسخة، مثل رابطة مكافحة التشهير . نتيجة لعملها مع منظمة StopAntisemitism، تم اختيار ريز من قبل صحيفة Algemeiner لقائمتها "J100" لـ "أفضل 100 شخص مؤثرين بشكل إيجابي على الحياة اليهودية": في عام 2019، 2021، و2022.

تواجه منظمة “أوقفوا معاداة السامية” (StopAntisemitism) انتقادات بسبب مزاعم تتعلق بخلطها بين النقد المشروع لإسرائيل ومعاداة السامية، مما قد يؤدي إلى قمع حرية التعبير والنقاش الأكاديمي حول سياسات إسرائيل. بالإضافة إلى ذلك، تم اتهام المنظمة بأنها إسلاموفوبية ومعادية للفلسطينيين، حيث يُزعم أنها تشوه سمعة منتقدي الحكومة الإسرائيلية بوصفهم “معادين للسامية”. تُثار هذه الانتقادات أيضًا تجاه منظمات أخرى، مثل “مبادرة أمشا” (AMCHA Initiative)، التي تتهم بتضييق الخناق على الخطاب الأكاديمي من خلال تصنيف أي انتقاد لإسرائيل على أنه معادٍ للسامية. هذه القضايا تسلط الضوء على التحديات المعقدة في تعريف معاداة السامية والتوازن بين مكافحة خطاب الكراهية والحفاظ على حرية النقاش.

## روابط خارجية
- الموقع الرسمي